# 石川鉄男
石川 鉄男（いしかわ てつお、1965年1月9日 - ）は、日本の音楽プロデューサー・編曲家・マニピュレーター。東京都出身。電気通信大学情報通信工学科卒業。

## 経歴
中学生の頃からシンセサイザーのハードウエア開発に携わり、中学3年の時にはモーグ・シンセサイザーを購入し自宅録音に明け暮れる。1982年頃にギタリストで編曲家の石川鷹彦のアシスタントを務める。1983年頃からレコーディング・スタジオ、チェリーアイランドにてアシスタント・エンジニアを経験。1984年頃からスマイルカンパニーにてマニピュレーターとしてのキャリアをスタートさせる。1988年頃から編曲・プロデュースを行うようになり、多くのアーティストのサポートを行うようになった。新しい物好きでデジタルレコーディングの導入にも積極的で、当時まだテープレコーダー主流の時代において本番のレコーディングにDigidesign社のPro ToolsTDMシステムを早期から導入していた。1992年頃から多くのDAW関連会社にて音声分析技術を応用した研究開発に携わる。2007年、音楽データベース開発会社T.C.FACTORYの取締役に就任。2015年、T.C.FACTORYがソケッツとの吸収合併により解散、ソケッツの取締役に就任。

## 参加作品・関連アーティスト
- 渡辺美里
- 川本真琴
- 岡村靖幸
- 佐野元春
- 大江千里
- 大澤誉志幸
- 山下達郎
- 浜田省吾
- HOUND DOG
- 松田聖子
- 鈴木雅之
- 八神純子
- 槇原敬之
- TM NETWORK
- 米米CLUB
- 宮田和弥
- 杏里
- 真心ブラザーズ
- syrup 16g
- スターダストレビュー
- 五島良子
- 大塚利恵
- SHY
- Local Bus
- L'Arc〜en〜Ciel
- B#
- 大村雅朗
- 佐橋佳幸
- 飯尾芳史
- ポポロクロイス物語
- I.Q. REMIX+ Rack One's Brains
- ジャンピングフラッシュ!

## メディア出演
ラジオ
- 音ラボ - （2022年1月〜エフエム富士、共演：芹澤みづき）

## ライブ出演
- 大村雅朗 25th Memorial Super Live